# Estampes
Estampes – miejscowość i gmina we Francji, w regionie Oksytania, w departamencie Gers.
Według danych na rok 1990 gminę zamieszkiwało 189 osób, a gęstość zaludnienia wynosiła 17 osób/km² (wśród 3020 gmin regionu Midi-Pireneje Estampes plasuje się na 874. miejscu pod względem liczby ludności, natomiast pod względem powierzchni na miejscu 1008.).